# Henry Polic II
Henry Polic II (20 de febrero de 1945 - 11 de agosto de 2013) fue un actor de teatro, televisión y voz estadounidense, más conocido por su papel de Jerry Silver en la serie Webster.
Desde la década de 1990 hasta su muerte, Polic fue también conocido como la voz con acento británico original de El Espantapájaros en Batman: la serie animada. Originalmente tenía una voz profunda y ronca, pero más tarde hizo su voz un poco más aguda para el papel. Polic también trabajó en la Universidad Estatal de Florida como estrella invitada en la Escuela de Teatro, actuando en A Christmas Carol, como Scrooge en 1996. Además de sus apariciones en programas concurso, Polic estuvo en Double Talk (1986-1987) como él mismo.
Murió el 11 de agosto de 2013 debido a un cáncer.